# Manuel Parera
Pour les articles homonymes, voir Parera.
Manuel Parera Penella, né le 7 octobre 1907 à Barcelone (Catalogne, Espagne) et mort dans la même ville le 12 avril 1975, est un footballeur espagnol.

## Carrière
Manuel Parera a joué cinq saisons avec le FC Barcelone entre 1928 et 1933. Il entre dans l'histoire du club en inscrivant le premier but du FC Barcelone en championnat d'Espagne face au Racing de Santander.
Avec le FC Barcelone il joue en tout 62 matchs de championnat et marque 15 buts. Il fait partie de l'équipe qui remporte le premier championnat d'Espagne lors de la saison 1928-1929. 
À partir de 1933, il joue avec le CE Sabadell pendant deux saisons.
Son frère cadet Ramón Parera joue aussi au FC Barcelone.

## Palmarès
| Titre | Club         | Année |
| ----- | ------------ | ----- |
| Liga  | FC Barcelone | 1929  |

## Équipes
| Club         | Pays    | Année       |
| ------------ | ------- | ----------- |
| FC Barcelone | Espagne | 1928 - 1933 |
| CE Sabadell  | Espagne | 1934 - 1936 |